# Legge elettorale italiana per il Parlamento europeo
La legge elettorale italiana per il Parlamento europeo, denominata ufficialmente legge 24 gennaio 1979, n. 18, è una legge della Repubblica Italiana che disciplina il sistema elettorale per l'elezione dei rappresentanti italiani presso il Parlamento europeo.

## Storia
Approvata dalla Camera il 18 gennaio e pubblicata in Gazzetta Ufficiale il 30 gennaio 1979, è la più vecchia legge elettorale vigente in Italia (seppure modificata con l'introduzione di una soglia di sbarramento e con garanzie per la parità di genere), dopo che le riforme degli anni novanta hanno modificato le normative dello stesso genere relative agli altri quattro livelli politico-amministrativi.
È improntata allo spiccato principio di proporzionalismo puro che, all'epoca della sua ideazione, informava la maggior parte delle leggi elettorali italiane.
Con legge 20 febbraio 2009, n. 10 il Parlamento italiano ha introdotto una soglia di sbarramento del 4%, cui hanno votato a favore tutti i cinque partiti dotati di un proprio gruppo parlamentare.
La legge prevede la possibilità di esprimere il voto di preferenza: ogni elettore può indicare fino a tre candidati della lista circoscrizionale votata. Nell'aprile 2014 la normativa riguardante i voti di preferenza è stata modificata per rafforzare la rappresentanza di genere: la terza preferenza è annullata qualora l'elettore indichi tre candidati dello stesso sesso. A partire dalle elezioni svoltesi nel 2019, qualora l'elettore esprima più preferenze, e tutte per candidati dello stesso sesso, sono annullate la seconda e la terza preferenza.

## Circoscrizioni

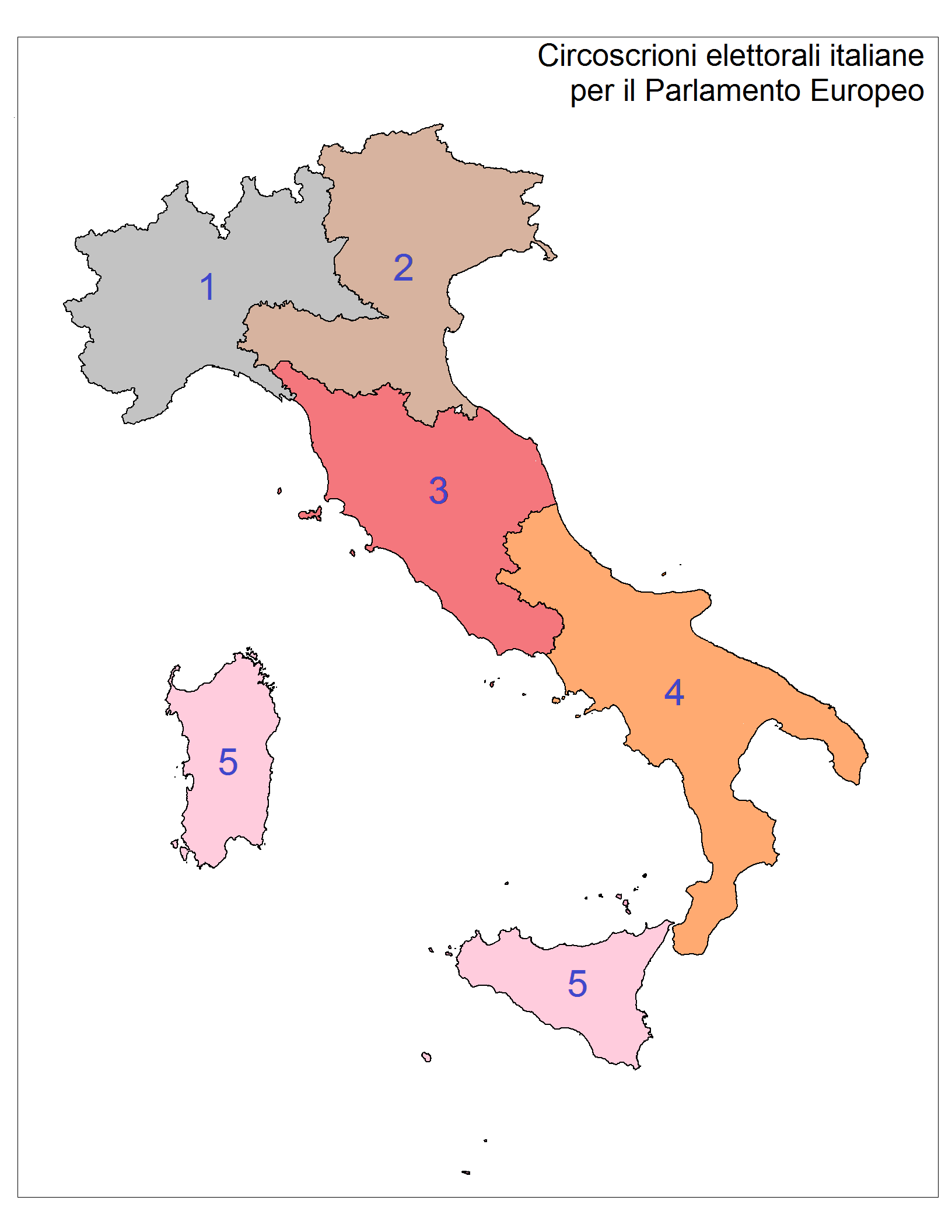
Le circoscrizioni italiane per le elezioni europee.

Il territorio nazionale italiano è suddiviso in 5 circoscrizioni plurinominali assegnatarie di un numero di seggi variabili a seconda della rispettiva popolazione. Ogni circoscrizione comprende molteplici regioni, secondo il seguente elenco:
1. Italia nord-occidentale (Valle d'Aosta, Piemonte, Liguria, Lombardia);
2. Italia nord-orientale (Trentino-Alto Adige, Veneto, Friuli-Venezia Giulia, Emilia-Romagna);
3. Italia centrale (Toscana, Umbria, Marche, Lazio);
4. Italia meridionale (Abruzzo, Molise, Campania, Puglia, Basilicata, Calabria);
5. Italia insulare (Sicilia, Sardegna).

Il complesso delle circoscrizioni elettorali forma il collegio unico nazionale.
La ripartizione dei seggi si effettua dividendo il numero degli abitanti della Repubblica per il numero dei rappresentanti spettanti all'Italia nel Parlamento europeo, che è cambiato nel tempo, e distribuendo i seggi in proporzione alla popolazione di ogni circoscrizione risultante dell'ultimo censimento generale, sulla base dei quozienti interi e dei più alti resti (articolo 2, comma 4, legge n.18/1979).
La più recente assegnazione per circoscrizione dei 76 seggi spettanti all'Italia è la seguente:
- I. Italia nord-occidentale: 20
- II. Italia nord-orientale: 15
- III. Italia centrale: 15
- IV. Italia meridionale: 18
- V. Italia insulare: 8

## Presentazione delle liste e sottoscrizioni
Dopo la convocazione dei comizi elettorali tramite decreto del Presidente della Repubblica su deliberazione del Consiglio dei Ministri, pubblicato nella Gazzetta Ufficiale non oltre il cinquantesimo giorno antecedente quello della votazione, vengono subito costituiti l'Ufficio elettorale nazionale presso la Corte di cassazione (entro tre giorni) e i cinque Uffici elettorali circoscrizionali presso le corti d'appello di Milano, Venezia, Roma, Napoli e Palermo (entro cinque giorni). Successivamente, si costituiranno in ogni provincia gli uffici elettorali provinciali presso il tribunale del capoluogo.

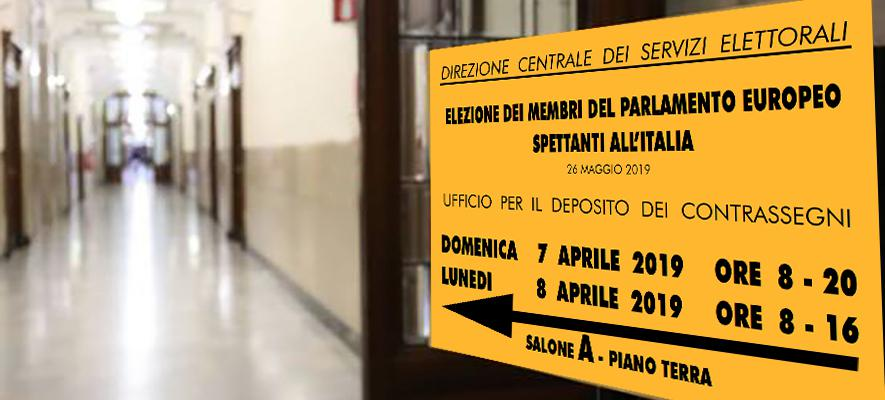
Presentazione dei contrassegni per le elezioni europee 2019

Tra il 49º e il 48º giorno antecedente al voto, i partiti e movimenti politici devono depositare i propri contrassegni di lista presso il Ministero dell'interno: in caso di approvazione degli stessi, i partiti o movimenti sono autorizzati a stilare gli elenchi dei candidati e, nei casi previsti, a iniziare a raccogliere le firme necessarie alla presentazione ufficiale delle liste dei candidati.
La legge 22 aprile 2014, n. 65 impone che le liste siano presentate per ciascuna circoscrizione tra il 40º ed il 39º giorno prima della data delle elezioni. Esse vanno accompagnate da un numero tra 30.000 e 35.000 sottoscrizioni, con almeno il 10% raccolte in ognuna delle regioni di ogni circoscrizione (che si traduce, ad esempio, nel 5% dei votanti alle ultime elezioni regionali per una regione come la Valle d'Aosta). Sono esentati dalla raccolta delle firme le liste dei gruppi politici presenti in Parlamento o che abbiano eletto almeno un parlamentare alla Camera o che abbiano eletto un rappresentante nelle precedenti elezioni europee con proprio simbolo o all'interno di un simbolo composito.
Il deposito delle liste sottoscritte avviene presso le cancellerie delle Corti d'Appello di Milano, Venezia, Roma, Napoli e Palermo, ove hanno sede gli Uffici elettorali circoscrizionali.

## Funzionamento
La legge in oggetto, salvo la citata modifica del 2009, è improntata ad un principio proporzionale ancor più perfetto di quello della legge elettorale per la Camera in vigore nel 1979.
Il calcolo dei seggi attribuiti ad ogni lista avviene semplicemente a livello centrale nel collegio unico nazionale, per tramite del metodo Hare-Niemeyer dei quozienti naturali e dei più alti resti. Determinato il numero di seggi spettanti ad ogni partito, fino al 2009 gli stessi erano suddivisi fra le singole liste circoscrizionali con lo stesso principio proporzionale puro: ne conseguiva il ruolo meramente procedurale delle circoscrizioni per quanto riguarda il numero di seggi assegnati alle liste a livello nazionale, e quindi poteva occorrere la possibilità della variazione del numero complessivo dei rappresentanti delle singole ripartizioni..
A partire dalle elezioni europee del 2014, tuttavia, l'eventualità dello "slittamento" dei seggi da una circoscrizione all'altra non può più verificarsi. Infatti, il Consiglio di Stato, accogliendo il ricorso dell'eurodeputato Giuseppe Gargani, ha ritenuto di salvaguardare il principio della rappresentanza territoriale. Per l'attribuzione dei seggi nelle circoscrizioni si applica, dunque, la legge elettorale della Camera dei Deputati.
Per le liste delle minoranze linguistiche francese, tedesca e slovena, è prevista la possibilità di collegamento con una lista di orizzonte nazionale: in tal caso i voti della lista linguistica andranno ad incrementare quelli della lista nazionale, ottenendo uno dei suoi seggi qualora un candidato linguistico ottenga almeno 50 000 suffragi.
Sempre secondo il modello politico vigente nel 1979, tale legge prevede il voto di preferenza plurimo per i candidati della lista: ogni elettore può esprimere il proprio gradimento fino a tre candidati (numero variabile a seconda della circoscrizione), e gli stessi vengono proclamati eletti, nel limite degli scranni ottenuti da ogni lista circoscrizionale, secondo la graduatoria di consensi ottenuta. Le preferenze vanno espresse a candidati di genere diverso, pena l'annullamento della seconda o terza preferenza. Nel caso fossero presenti nella medesima lista candidati con uguale cognome, va obbligatoriamente segnato sulla scheda anche il nome di colui al quale si desidera offrire la preferenza.

## Diritto di voto
Il voto è permesso ad ogni cittadino italiano che abbia compiuto il 18º anno di età e che sia iscritto nelle liste elettorali. Sono anche elettori i cittadini degli Stati membri dell'Unione europea che, a seguito di formale richiesta presentata entro tre mesi dalla elezione, abbiano ottenuto l'iscrizione nella lista elettorale del comune italiano di residenza. Invece, per essere eletto al Parlamento europeo come membro della delegazione italiana, occorre aver compiuto 25 anni entro il giorno delle elezioni. Sono anche eleggibili cittadini degli altri Stati membri dell'Unione che siano in possesso dei requisiti di eleggibilità previsti dalle leggi italiane e che non siano decaduti da tale diritto nel loro Stato membro di origine.
Gli elettori italiani residenti all'estero in un paese dell'Unione europea possono partecipare alle elezioni del Parlamento europeo con tre modalità alternative:
1. scegliendo di votare la scheda nazionale del paese estero in cui si trovano (in tal caso devono formalizzare la richiesta e vengono inclusi nell'elenco del comune estero di residenza)
2. recandosi in Italia
3. recandosi presso il seggio istituito dal consolato italiano di competenza portando il certificato elettorale ricevuto per posta: in questo caso viene consegnata all'elettore la scheda di una delle cinque circoscrizioni elettorali europee in Italia

## Incompatibilità
Ci sono incompatibilità di due tipi:
- quelle "europee” (funzioni a livello comunitario)
  - membro della Commissione europea;
  - giudice, avvocato generale o cancelliere della Corte di giustizia delle Comunità europee o del Tribunale di primo grado;
  - membro del comitato esecutivo della Banca centrale europea;
  - membro della Corte dei conti europea;
  - Mediatore europeo;
  - membro del Comitato economico e sociale europeo;
  - membro del Comitato delle regioni;
  - membro dei comitati od organismi istituiti in virtù o in applicazione dei trattati UE;
  - membro del consiglio d'amministrazione, del comitato direttivo ovvero impiegato della Banca europea degli investimenti;
  - funzionario o agente, in attività di servizio, delle istituzioni delle Comunità europee o degli organismi specializzati che vi si ricollegano o della Banca centrale europea.
- quelle "nazionali": a livello nazionale, il mandato europeo è incompatibile con l'ufficio di deputato e di senatore, con la carica di componente del governo di uno Stato membro e con l'incarico di presidente di regione o assessore regionale. Una legge del 2004 ha introdotto ulteriori incompatibilità con le cariche di consigliere regionale, presidente di provincia e sindaco di comune con popolazione superiore a 15 000 abitanti.

La disciplina processuale, in merito alla conseguente decadenza, varia in corrispondenza dei due tipi di incompatibilità.

## Rinvii alla Corte Costituzionale
Nel maggio 2014 la legge è stata inviata dal Tribunale di Venezia alla Corte costituzionale, in riferimento a una possibile incostituzionalità della soglia di sbarramento del 4% introdotta nel 2009 (articolo 21, primo comma), ma il 14 maggio 2015, con la sentenza 110/2015, la questione è stata dichiarata inammissibile dalla Corte.
Successivamente, nell'agosto 2016, il Consiglio di Stato ha di nuovo rinviato la legge alla Corte costituzionale, sempre in riferimento alla soglia di sbarramento, ma con presupposti dell'azione del tutto diversi rispetto ai due pronunciamenti precedenti della Corte. Secondo Felice Besostri, del resto, l'uguaglianza tra le condizioni della competizione elettorale europea è oramai resa necessaria dal fatto che il trattato di Lisbona comporta che i parlamentari europei eletti in Italia “non rappresentano l’Italia o il suo popolo, ma i cittadini UE che esercitano il diritto di voto nel suo territorio, che costituisce una circoscrizione elettorale dell’Unione Europea”.
La Corte costituzionale, con la sentenza n. 239/2018, ha tuttavia giudicato non fondate tali obiezioni.